# Seznam nejdražších fotbalových přestupů

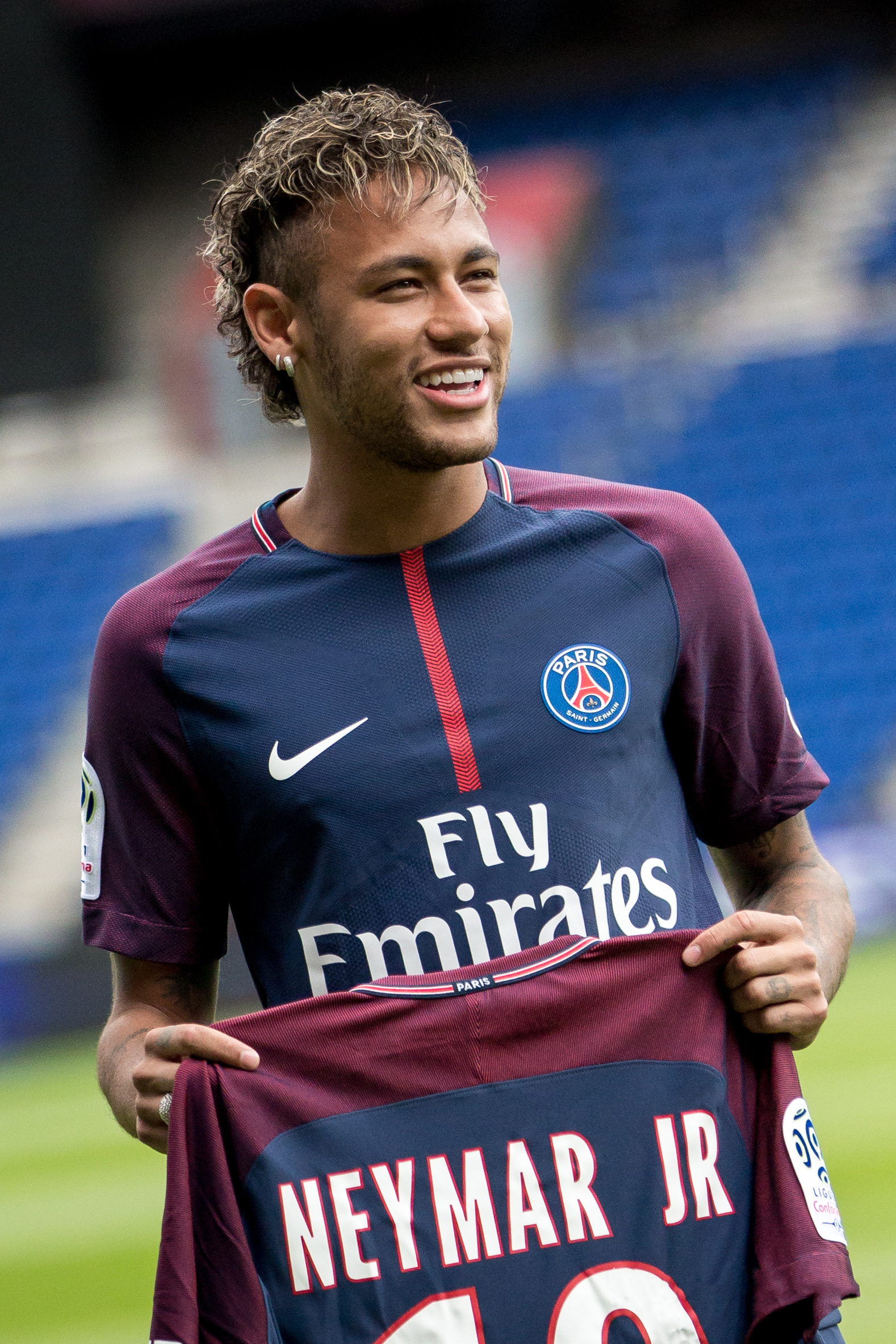
Neymar, v současnosti nejdražší fotbalista světa

Zde se nachází seznam nejdražších fotbalových přestupů, kde jsou uvedeny nejvyšší poplatky za přestupy, jaké kdy byly za hráče zaplaceny, a také přestupy, které nastavily nové světové rekordy. První zaznamenaný záznam přestupu byl přesun Willieho Grovese z West Bromwiche Albion do Aston Villy za 100 liber v roce 1893 (odpovídá asi současným 11 000 liber). K tomu došlo pouhých osm let po zavedení profesionality ve fotbale Anglickou fotbalovou asociací v roce 1885. Současný rekord drží Brazilec Neymar za přestup z Barcelony do Paris Saint-Germain za 222 milionů eur (asi 198 milionů liber) v srpnu 2017.

## Nejdražší světové přestupy
Většina přestupů na tomto seznamu směřuje do klubů spadajících pod jurisdikci UEFA a většina nakupujících klubů pochází z Anglie, Francie, Itálie a Španělska. Na seznamu se dvakrát objeví čtyři hráči: Ángel Di María, Matthijs de Ligt, Kai Havertz a Cristiano Ronaldo; jména Neymar a Romelu Lukaku najdeme mezi stovkou nejdražších přestupů dokonce třikrát. Všichni hráči na seznamu jsou evropského (UEFA), jihoamerického (CONMEBOL) a afrického původu (CAF) nebo ze Severní Ameriky (CONCACAF). Po transferu Američana Christiana Pulišiće z konfederace CONCACAF v roce 2019 nejsou na seznamu v současnosti žádní hráči z Asie (AFC) a Oceánie (OFC).
K 6. červenci 2025
Tučně jsou označeni hráči, kteří stále hrají za daný tým.
Kurzívou jsou označeni hráči, kteří již ukončili hráčskou kariéru
| Místo | Hráč                      | Z                      | Do                  | Pozice   | Cena (v mil. euro) | Rok  | Narozen |
| ----- | ------------------------- | ---------------------- | ------------------- | -------- | ------------------ | ---- | ------- |
| 1.    | Neymar                    | Barcelona              | Paris Saint-Germain | Útočník  | €222               | 2017 | 1992    |
| 2.    | Kylian Mbappé             | Monaco                 | Paris Saint-Germain | Útočník  | €180               | 2018 | 1998    |
| 3.    | Philippe Coutinho         | Liverpool              | Barcelona           | Záložník | €135               | 2018 | 1992    |
| 3.    | Ousmane Dembélé           | Dortmund               | Barcelona           | Útočník  | €135               | 2017 | 1997    |
| 5.    | João Félix                | Benfica                | Atlético Madrid     | Útočník  | €127,2             | 2019 | 1999    |
| 6.    | Florian Wirtz             | Bayer Leverkusen       | Liverpool           | Záložník | €125               | 2025 | 2003    |
| 7.    | Enzo Fernández            | Benfica                | Chelsea             | Záložník | €121               | 2023 | 2001    |
| 8.    | Eden Hazard               | Chelsea                | Real Madrid         | Útočník  | €120,8             | 2019 | 1991    |
| 9.    | Antoine Griezmann         | Atlético Madrid        | Barcelona           | Útočník  | €120               | 2019 | 1991    |
| 10.   | Jack Grealish             | Aston Villa            | Manchester City     | Útočník  | €117,5             | 2021 | 1995    |
| 11.   | Cristiano Ronaldo         | Real Madrid            | Juventus            | Útočník  | €117               | 2018 | 1985    |
| 12.   | Declan Rice               | West Ham               | Arsenal             | Záložník | €116,6             | 2023 | 1999    |
| 13.   | Moisés Caicedo            | Brighton & Hove Albion | Chelsea             | Záložník | €116               | 2023 | 2001    |
| 14.   | Jude Bellingham           | Dortmund               | Real Madrid         | Záložník | €113               | 2023 | 2003    |
| 14.   | Romelu Lukaku             | Inter Milán            | Chelsea             | Útočník  | €113               | 2021 | 1993    |
| 16.   | Paul Pogba                | Juventus               | Manchester United   | Záložník | €105               | 2016 | 1993    |
| 17.   | Gareth Bale               | Tottenham Hotspur      | Real Madrid         | Útočník  | €101               | 2013 | 1989    |
| 18.   | Harry Kane                | Tottenham Hotspur      | Bayern Mnichov      | Útočník  | €100               | 2023 | 1993    |
| 19.   | Randal Kolo Muani         | Eintracht Frankfurt    | Paris Saint-Germain | Útočník  | €95                | 2023 | 1998    |
| 19.   | Antony                    | Ajax                   | Manchester United   | Útočník  | €95                | 2022 | 2000    |
| 21.   | Cristiano Ronaldo         | Manchester United      | Real Madrid         | Útočník  | €94                | 2009 | 1985    |
| 22.   | Neymar                    | Paris Saint-Germain    | Al Hilal            | Útočník  | €90                | 2023 | 1992    |
| 22.   | Joško Gvardiol            | RB Leipzig             | Manchester City     | Obránce  | €90                | 2023 | 2002    |
| 22.   | Gonzalo Higuaín           | Napoli                 | Juventus            | Útočník  | €90                | 2016 | 1987    |
| 25.   | Neymar                    | Santos                 | Barcelona           | Útočník  | €88                | 2013 | 1992    |
| 26.   | Harry Maguire             | Leicester City         | Manchester United   | Obránce  | €87                | 2019 | 1993    |
| 27.   | Frenkie de Jong           | Ajax                   | Barcelona           | Záložník | €86                | 2019 | 1997    |
| 28.   | Matthijs de Ligt          | Ajax                   | Juventus            | Obránce  | €85,5              | 2019 | 1999    |
| 29.   | Darwin Núñez              | Benfica                | Liverpool           | Útočník  | €85                | 2022 | 1999    |
| 29.   | Jadon Sancho              | Dortmund               | Manchester United   | Útočník  | €85                | 2021 | 2000    |
| 31.   | Romelu Lukaku             | Everton                | Manchester United   | Útočník  | €84,7              | 2017 | 1993    |
| 32.   | Virgil van Dijk           | Southampton            | Liverpool           | Obránce  | €84,65             | 2018 | 1991    |
| 33.   | Dušan Vlahović            | Fiorentina             | Juventus            | Útočník  | €83,5              | 2022 | 2000    |
| 34.   | Luis Suárez               | Liverpool              | Barcelona           | Útočník  | €81,72             | 2014 | 1987    |
| 35.   | Arthur                    | Barcelona              | Juventus            | Záložník | €80,6              | 2020 | 1996    |
| 36.   | Wesley Fofana             | Leicester City         | Chelsea             | Obránce  | €80,4              | 2022 | 2000    |
| 37.   | Aurélien Tchouaméni       | Monaco                 | Real Madrid         | Záložník | €80                | 2022 | 2000    |
| 37.   | Kai Havertz               | Leverkusen             | Chelsea             | Záložník | €80                | 2020 | 1999    |
| 37.   | Lucas Hernández           | Atlético Madrid        | Bayern Mnichov      | Obránce  | €80                | 2019 | 1996    |
| 37.   | Nicolas Pépé              | Lille                  | Arsenal             | Útočník  | €80                | 2019 | 1995    |
| 37.   | Kepa Arrizabalaga         | Athletic Bilbao        | Chelsea             | Brankář  | €80                | 2018 | 1994    |
| 42.   | Victor Osimhen            | Lille                  | Neapol              | Útočník  | €78,9              | 2020 | 1998    |
| 43.   | Rasmus Højlund            | Atalanta               | Manchester United   | Útočník  | €77,8              | 2023 | 2003    |
| 44.   | Zinédine Zidane           | Juventus               | Real Madrid         | Záložník | €77,5              | 2001 | 1972    |
| 45.   | Jhon Durán                | Aston Villa            | Al-Nassr            | Útočník  | €77                | 2025 | 2003    |
| 46.   | Kevin De Bruyne           | VfL Wolfsburg          | Manchester City     | Záložník | €76                | 2015 | 1991    |
| 47.   | Omar Marmoush             | Eintracht Frankfurt    | Manchester City     | Útočník  | €75                | 2025 | 1999    |
| 47.   | Julián Álvarez            | Manchester City        | Atlético Madrid     | Útočník  | €75                | 2024 | 2000    |
| 47.   | Kai Havertz               | Chelsea                | Arsenal             | Záložník | €75                | 2023 | 1999    |
| 47.   | James Rodríguez           | Monaco                 | Real Madrid         | Záložník | €75                | 2014 | 1991    |
| 47.   | Ángel Di María            | Real Madrid            | Manchester United   | Útočník  | €75                | 2014 | 1988    |
| 52.   | Matheus Cunha             | Wolverhampton          | Manchester United   | Útočník  | €74,2              | 2025 | 1999    |
| 53.   | Romelu Lukaku             | Manchester United      | Inter Milán         | Útočník  | €74                | 2019 | 1993    |
| 54.   | Thomas Lemar              | Monaco                 | Atlético Madrid     | Záložník | €72                | 2018 | 1995    |
| 55.   | Rúben Dias                | Benfica                | Manchester City     | Obránce  | €71,6              | 2020 | 1997    |
| 56.   | Casemiro                  | Real Madrid            | Manchester United   | Záložník | €70,65             | 2022 | 1992    |
| 57.   | Martín Zubimendi          | Real Sociedad          | Arsenal             | Záložník | €70                | 2025 | 1999    |
| 57.   | Chviča Kvaracchelija      | Neapol                 | Paris Saint-Germain | Útočník  | €70                | 2025 | 2001    |
| 57.   | Dominik Szoboszlai        | RB Leipzig             | Liverpool           | Záložník | €70                | 2023 | 2000    |
| 57.   | Mychajlo Mudryk           | Šachtar Doněck         | Chelsea             | Záložník | €70                | 2023 | 2001    |
| 57.   | Alexander Isak            | Real Sociedad          | Newcastle United    | Útočník  | €70                | 2022 | 1999    |
| 57.   | Rodri                     | Atlético Madrid        | Manchester City     | Záložník | €70                | 2019 | 1996    |
| 63.   | Zlatan Ibrahimović        | Inter Milán            | Barcelona           | Útočník  | €69,5              | 2009 | 1981    |
| 64.   | Achraf Hakimi             | Inter Milán            | Paris Saint-Germain | Obránce  | €68                | 2021 | 1998    |
| 65.   | Rijád Mahriz              | Leicester City         | Manchester City     | Útočník  | €67,8              | 2018 | 1991    |
| 66.   | Mason Mount               | Chelsea                | Manchester United   | Záložník | €67,7              | 2023 | 1999    |
| 67.   | Matthijs de Ligt          | Juventus               | Bayern Mnichov      | Obránce  | €67                | 2022 | 1999    |
| 67.   | Kaká                      | AC Milán               | Real Madrid         | Záložník | €67                | 2009 | 1982    |
| 69.   | Álvaro Morata             | Real Madrid            | Chelsea             | Útočník  | €66                | 2017 | 1992    |
| 70.   | Marc Cucurella            | Brighton & Hove Albion | Chelsea             | Obránce  | €65,3              | 2022 | 1998    |
| 71.   | Gonçalo Ramos             | Benfica                | Paris Saint-Germain | Útočník  | €65                | 2024 | 2001    |
| 71.   | Bruno Fernandes           | Sporting               | Manchester United   | Záložník | €65                | 2020 | 1994    |
| 71.   | João Cancelo              | Juventus               | Manchester City     | Obránce  | €65                | 2019 | 1994    |
| 71.   | Aymeric Laporte           | Athletic Bilbao        | Manchester City     | Obránce  | €65                | 2018 | 1994    |
| 75.   | Edinson Cavani            | Napoli                 | Paris Saint-Germain | Útočník  | €64,5              | 2013 | 1987    |
| 76.   | Jamie Gittens             | Dortmund               | Chelsea             | Útočník  | €64,3              | 2025 | 2004    |
| 76.   | Dominic Solanke           | Bournemouth            | Tottenham Hotspur   | Útočník  | €64,3              | 2024 | 1997    |
| 78.   | Christian Pulišić         | Dortmund               | Chelsea             | Útočník  | €64                | 2019 | 1998    |
| 79.   | Mohammed Kudus            | West Ham               | Tottenham Hotspur   | Útočník  | €63,8              | 2025 | 2000    |
| 80.   | Pierre-Emerick Aubameyang | Dortmund               | Arsenal             | Útočník  | €63,75             | 2018 | 1989    |
| 81.   | João Pedro                | Brighton & Hove Albion | Chelsea             | Útočník  | €63,7              | 2025 | 2001    |
| 81.   | Raheem Sterling           | Liverpool              | Manchester City     | Útočník  | €63,7              | 2015 | 1994    |
| 83.   | Luka Jović                | Eintracht Frankfurt    | Real Madrid         | Útočník  | €63                | 2019 | 1997    |
| 83.   | Ángel Di María            | Manchester United      | Paris Saint-Germain | Záložník | €63                | 2015 | 1988    |
| 85.   | Dean Huijsen              | Bournemouth            | Real Madrid         | Obránce  | €62,5              | 2025 | 2005    |
| 86.   | Alisson                   | AS Řím                 | Liverpool           | Brankář  | €62,5              | 2018 | 1992    |
| 87.   | Roméo Lavia               | Southampton            | Chelsea             | Záložník | €62,1              | 2023 | 2004    |
| 88.   | Leny Yoro                 | Lille                  | Manchester United   | Obránce  | €62                | 2024 | 2005    |
| 88.   | Matheus Nunes             | Wolverhampton          | Manchester City     | Záložník | €62                | 2023 | 1998    |
| 88.   | Tanguy Ndombélé           | Lyon                   | Tottenham Hotspur   | Záložník | €62                | 2019 | 1996    |
| 91.   | Anthony Elanga            | Nottingham Forest      | Newcastle United    | Útočník  | €61,4              | 2025 | 2002    |
| 92.   | Nico González             | Porto                  | Manchester City     | Záložník | €60                | 2025 | 2002    |
| 92.   | Pedro Neto                | Wolverhampton          | Chelsea             | Útočník  | €60                | 2024 | 2000    |
| 92.   | Moussa Diaby              | Aston Villa            | Al Ittihad          | Útočník  | €60                | 2024 | 1999    |
| 92.   | Jérémy Doku               | Stade Rennais          | Manchester City     | Útočník  | €60                | 2023 | 2002    |
| 92.   | Otávio                    | Porto                  | Al-Nassr            | Záložník | €60                | 2023 | 1995    |
| 92.   | Malcom                    | Zenit Petrohrad        | Al Hilal            | Záložník | €60                | 2023 | 1997    |
| 92.   | Manuel Ugarte             | Sporting               | Paris Saint-Germain | Záložník | €60                | 2023 | 2001    |
| 92.   | Christopher Nkunku        | RB Leipzig             | Chelsea             | Útočník  | €60                | 2023 | 1997    |
| 92.   | Erling Haaland            | Borussia Dortmund      | Manchester City     | Útočník  | €60                | 2022 | 2000    |
| 92.   | Miralem Pjanić            | Juventus               | Barcelona           | Záložník | €60                | 2020 | 1990    |
| 92.   | Naby Keïta                | RB Leipzig             | Liverpool           | Záložník | €60                | 2018 | 1995    |
| 92.   | Diego Costa               | Chelsea                | Atlético Madrid     | Útočník  | €60                | 2018 | 1988    |
| 92.   | Oscar                     | Chelsea                | Shanghai SIPG       | Záložník | €60                | 2017 | 1991    |
| 92.   | Anthony Martial           | Monaco                 | Manchester United   | Útočník  | €60                | 2015 | 1995    |
| 92.   | Luís Figo                 | Barcelona              | Real Madrid         | Záložník | €60                | 2000 | 1972    |

## Nejdražší přestupy českých a slovenských hráčů
Tučně jsou označeni hráči, kteří stále hrají za daný tým.
Kurzívou jsou označeni hráči, kteří již ukončili hráčskou kariéru
| Místo | Hráč              | Z                | Do                       | Pozice   | Cena (v mil. euro) | Rok  | Narozen |
| ----- | ----------------- | ---------------- | ------------------------ | -------- | ------------------ | ---- | ------- |
| 1.    | Pavel Nedvěd      | Lazio            | Juventus                 | Záložník | €45                | 2001 | 1972    |
| 2.    | Patrik Schick     | Sampdoria        | AS Řím                   | Útočník  | €42                | 2018 | 1996    |
| 3.    | Milan Škriniar    | Sampdoria        | Inter Milán              | Obránce  | €34                | 2017 | 1995    |
| 4.    | Dávid Hancko      | Feyenoord        | Atlético Madrid          | Obránce  | €30                | 2025 | 1997    |
| 5.    | Patrik Schick     | AS Řím           | Leverkusen               | Útočník  | €26,5              | 2020 | 1996    |
| 6.    | Stanislav Lobotka | Celta Vigo       | Neapol                   | Záložník | €24                | 2020 | 1995    |
| 7.    | Marek Hamšík      | Neapol           | Dalian Pro               | Záložník | €20                | 2019 | 1987    |
| 8.    | Adam Hložek       | Bayer Leverkusen | Hoffenheim               | Útočník  | €18                | 2024 | 2002    |
| 9.    | Antonín Kinský    | Slavia Praha     | Tottenham Hotspur        | Brankář  | €16,5              | 2025 | 2003    |
| 10.   | Tomáš Souček      | Slavia Praha     | West Ham                 | Záložník | €16,2              | 2020 | 1995    |
| 11.   | Vratislav Greško  | Inter Milán      | Parma                    | Obránce  | €16                | 2002 | 1977    |
| 12.   | Jakub Jankto      | Udinese          | Sampdoria                | Záložník | €14,5              | 2019 | 1996    |
| 12.   | Tomáš Rosický     | Sparta Praha     | Dortmund                 | Záložník | €14,5              | 2001 | 1980    |
| 14.   | David Jurásek     | Slavia Praha     | Benfica Lisabon          | Obránce  | €14                | 2023 | 2000    |
| 14.   | Petr Čech         | Chelsea          | Arsenal                  | Brankář  | €14                | 2015 | 1982    |
| 16.   | Adam Hložek       | Sparta Praha     | Bayer Leverkusen         | Útočník  | €13                | 2022 | 2002    |
| 16.   | Petr Čech         | Rennes           | Chelsea                  | Brankář  | €13                | 2004 | 1982    |
| 18.   | Matěj Vydra       | Derby            | Burnley                  | Útočník  | €12,2              | 2018 | 1992    |
| 19.   | Alex Král         | Slavia Praha     | Spartak Moskva           | Záložník | €12                | 2019 | 1998    |
| 20.   | Martin Vitík      | Sparta Praha     | Bologna                  | Obránce  | €11                | 2025 | 2003    |
| 21.   | Tomáš Čvančara    | Sparta Praha     | Borussia Mönchengladbach | Útočník  | €10,5              | 2023 | 2000    |
| 21.   | Denis Vavro       | Kodaň            | Lazio                    | Obránce  | €10,5              | 2019 | 1996    |
| 21.   | Jan Koller        | Anderlecht       | Dortmund                 | Útočník  | €10,5              | 2001 | 1973    |
| 24.   | Stefan Simič      | Genoa            | AC Milán                 | Obránce  | €10                | 2013 | 1995    |
| 24.   | Martin Škrtel     | Zenit            | Liverpool                | Obránce  | €10                | 2008 | 1984    |
| 24.   | Tomáš Rosický     | Dortmund         | Arsenal                  | Záložník | €10                | 2006 | 1980    |

## Nejdražší přestupy české ligy
Tučně jsou označeni hráči, kteří stále hrají za daný tým.
Kurzívou jsou označeni hráči, kteří již ukončili hráčskou kariéru

### Nejdražší odchody z české ligy
| Místo | Hráč                  | Z            | Do                       | Pozice   | Cena (v mil. euro) | Rok  | Narozen |
| ----- | --------------------- | ------------ | ------------------------ | -------- | ------------------ | ---- | ------- |
| 1.    | El Hadji Malick Diouf | Slavia Praha | West Ham                 | Obránce  | €22                | 2025 | 2004    |
| 2.    | Antonín Kinský        | Slavia Praha | Tottenham Hotspur        | Brankář  | €16,5              | 2025 | 2003    |
| 3.    | Tomáš Souček          | Slavia Praha | West Ham                 | Záložník | €16,2              | 2020 | 1995    |
| 4.    | Tomáš Rosický         | Sparta Praha | Dortmund                 | Záložník | €14,5              | 2001 | 1980    |
| 5.    | David Jurásek         | Slavia Praha | Benfica Lisabon          | Obránce  | €14                | 2023 | 2000    |
| 6.    | Adam Hložek           | Sparta Praha | Bayer Leverkusen         | Útočník  | €13                | 2022 | 2002    |
| 7.    | Alex Král             | Slavia Praha | Spartak Moskva           | Záložník | €12                | 2019 | 1998    |
| 8.    | Martin Vitík          | Sparta Praha | Bologna                  | Obránce  | €11                | 2025 | 2003    |
| 9.    | Tomáš Čvančara        | Sparta Praha | Borussia Mönchengladbach | Útočník  | €10,5              | 2023 | 2000    |
| 10.   | Nicolae Stanciu       | Sparta Praha | Al Ahli                  | Záložník | €10                | 2019 | 1993    |

### Nejdražší příchody do české ligy
| Místo | Hráč               | Z                | Do           | Pozice   | Cena (v mil. euro) | Rok  | Narozen |
| ----- | ------------------ | ---------------- | ------------ | -------- | ------------------ | ---- | ------- |
| 1.    | Albion Rrahmani    | Rapid Bukurešť   | Sparta Praha | Útočník  | €5                 | 2024 | 2000    |
| 2.    | David Zima         | Turín            | Slavia Praha | Obránce  | €4                 | 2024 | 2000    |
| 2.    | Nicolae Stanciu    | Al Ahli          | Slavia Praha | Záložník | €4                 | 2019 | 1993    |
| 4.    | Nicolae Stanciu    | Anderlecht       | Sparta Praha | Záložník | €3,75              | 2018 | 1993    |
| 5.    | Michal Sadílek     | Twente           | Slavia Praha | Záložník | €3,5               | 2025 | 1999    |
| 5.    | Divine Teah        | Hammarby         | Slavia Praha | Záložník | €3,5               | 2025 | 2006    |
| 7.    | Peter Olayinka     | Gent             | Slavia Praha | Záložník | €3,2               | 2018 | 1995    |
| 8.    | Youssoupha Sanyang | Östers           | Slavia Praha | Záložník | €3                 | 2025 | 2005    |
| 9.    | Tal Ben Chajim     | Maccabi Tel Aviv | Sparta Praha | Útočník  | €2,9               | 2017 | 1989    |
| 10.   | Václav Kadlec      | Midtjylland      | Sparta Praha | Útočník  | €2,7               | 2016 | 1992    |

### Nejdražší přestupy mezi kluby v české lize
| Místo | Hráč             | Z              | Do             | Pozice   | Cena (v mil. euro) | Rok  | Narozen |
| ----- | ---------------- | -------------- | -------------- | -------- | ------------------ | ---- | ------- |
| 1.    | Tomáš Chorý      | Viktoria Plzeň | Slavia Praha   | Útočník  | €3                 | 2024 | 1995    |
| 2.    | Vasil Kušej      | Mladá Boleslav | Slavia Praha   | Útočník  | €2,5               | 2025 | 2000    |
| 3.    | Santiago Eneme   | Slovan Liberec | Sparta Praha   | Záložník | €2                 | 2025 | 2000    |
| 3.    | Emmanuel Uchenna | Baník Ostrava  | Sparta Praha   | Obránce  | €2                 | 2025 | 2003    |
| 5.    | Michal Trávník   | Jablonec       | Sparta Praha   | Záložník | €1,8               | 2019 | 1994    |
| 6.    | Karel Spáčil     | Hradec Králové | Viktoria Plzeň | Záložník | €1,6               | 2025 | 2003    |
| 6.    | Tomáš Holeš      | Jablonec       | Slavia Praha   | Záložník | €1,6               | 2019 | 1993    |
| 8.    | Jan Matoušek     | Příbram        | Slavia Praha   | Záložník | €1,55              | 2018 | 1998    |
| 9.    | Dominik Hollý    | Jablonec       | Sparta Praha   | Záložník | €1,5               | 2025 | 2003    |
| 10.   | David Zima       | Sigma Olomouc  | Slavia Praha   | Obránce  | €1,3               | 2020 | 2000    |
| 10.   | Muhamed Tijani   | Baník Ostrava  | Slavia Praha   | Útočník  | €1,26              | 2023 | 2000    |

## Galerie

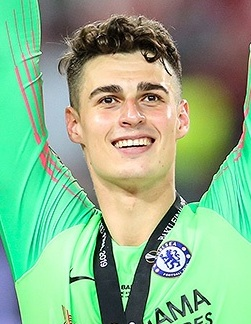
Kepa Arrizabalaga, nejdražší gólman světa
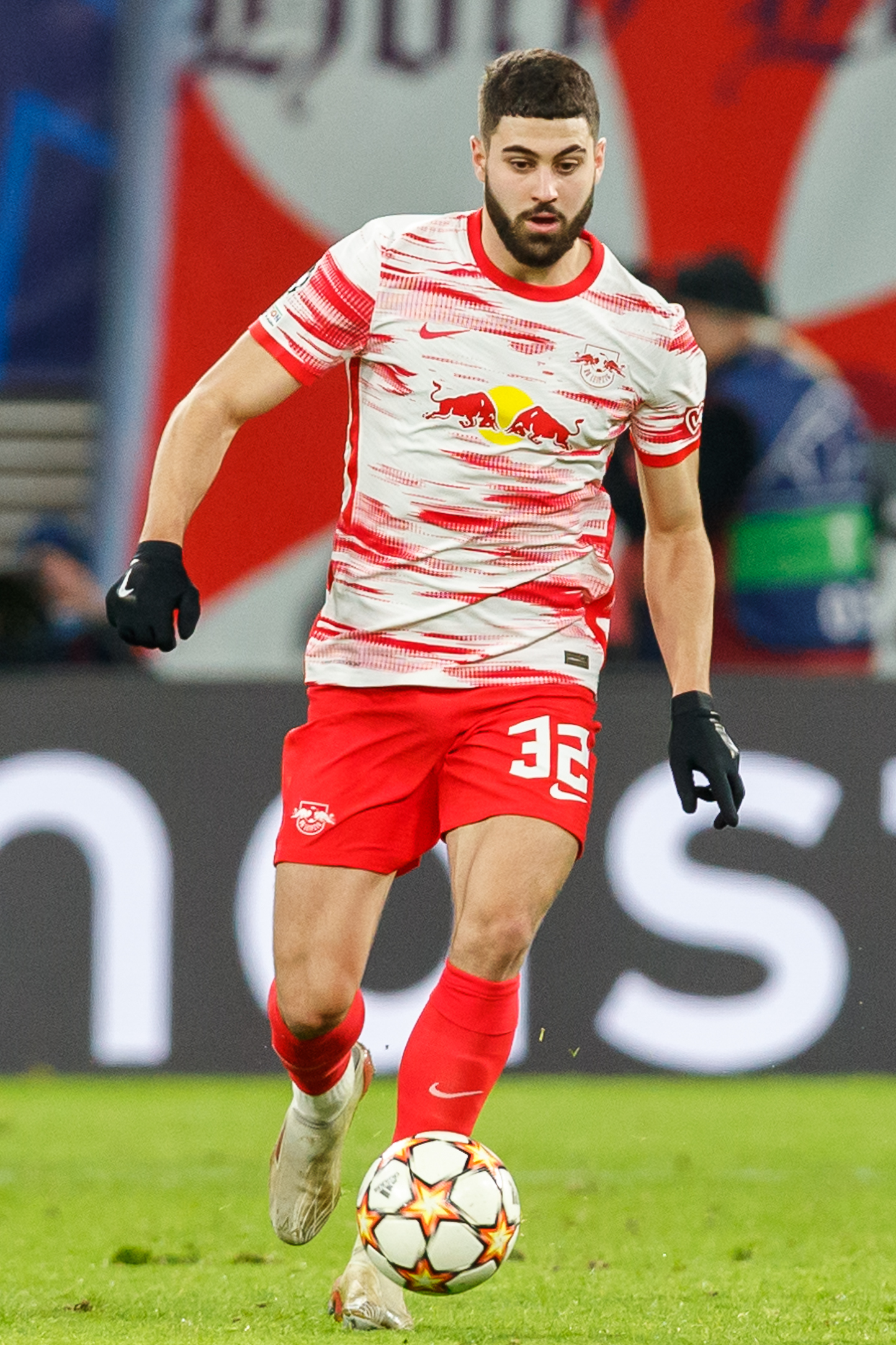
Joško Gvardiol, nejdražší obránce světa
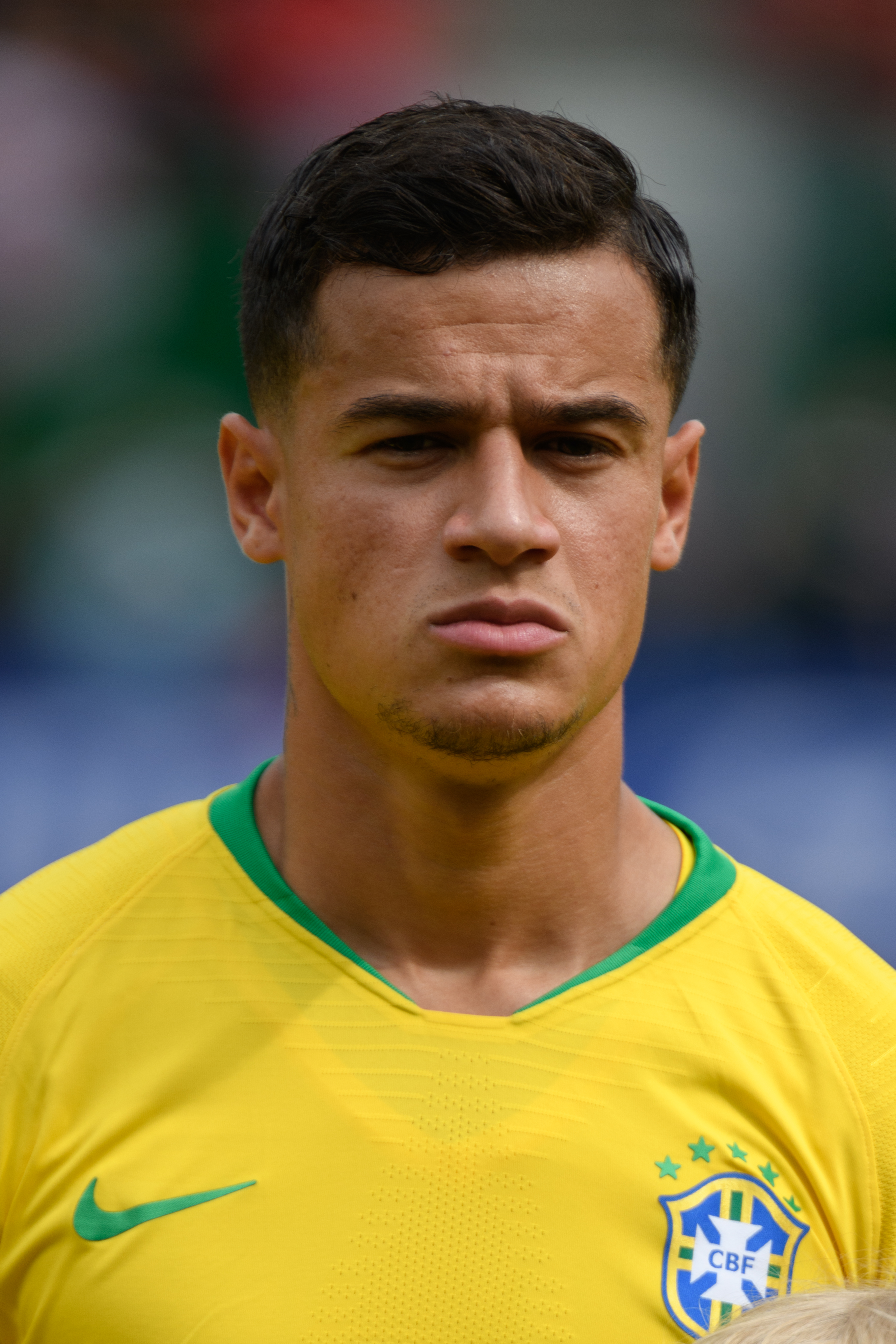
Philippe Coutinho, nejdražší záložník světa
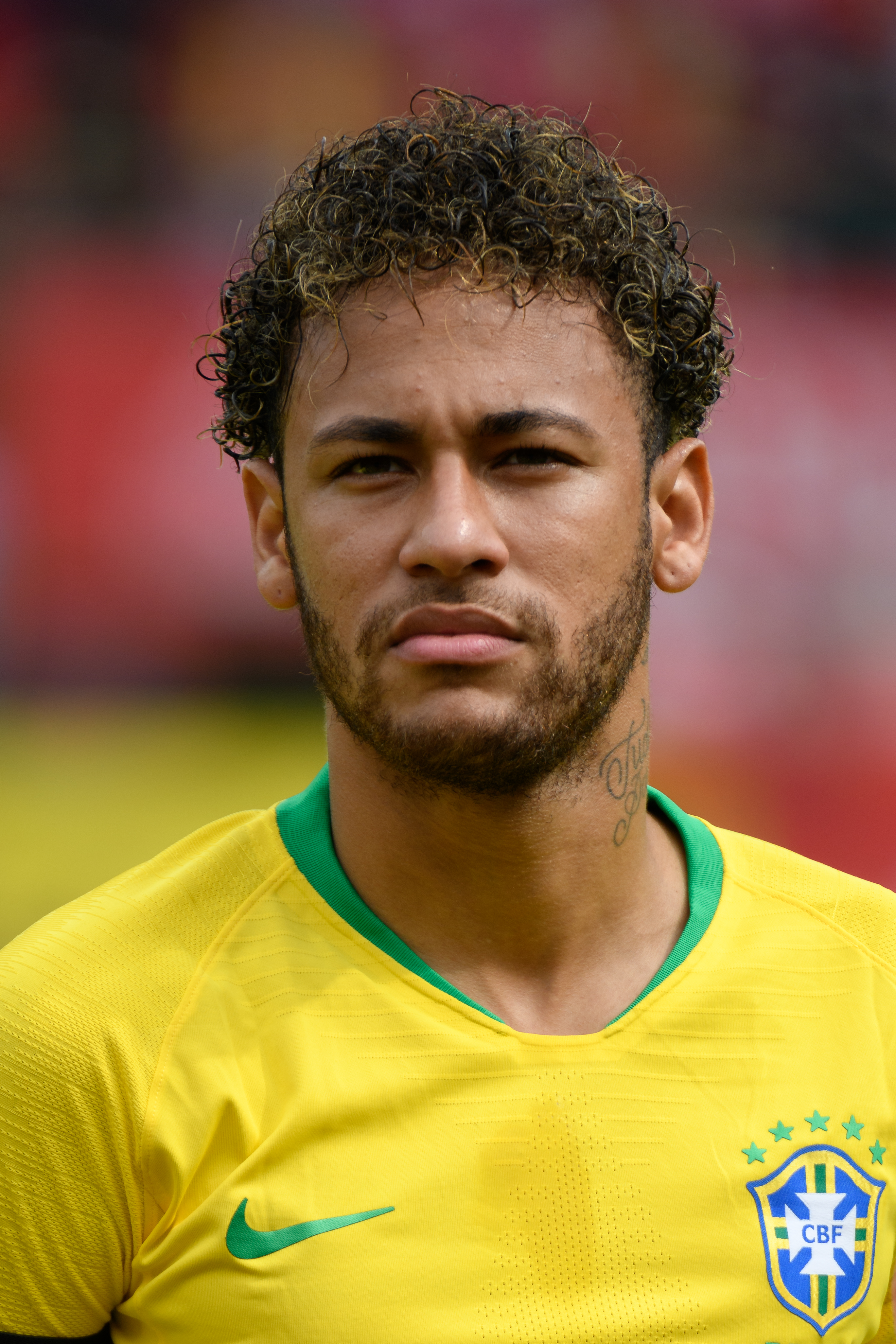
Neymar, nejdražší útočník a nejdražší hráč světa
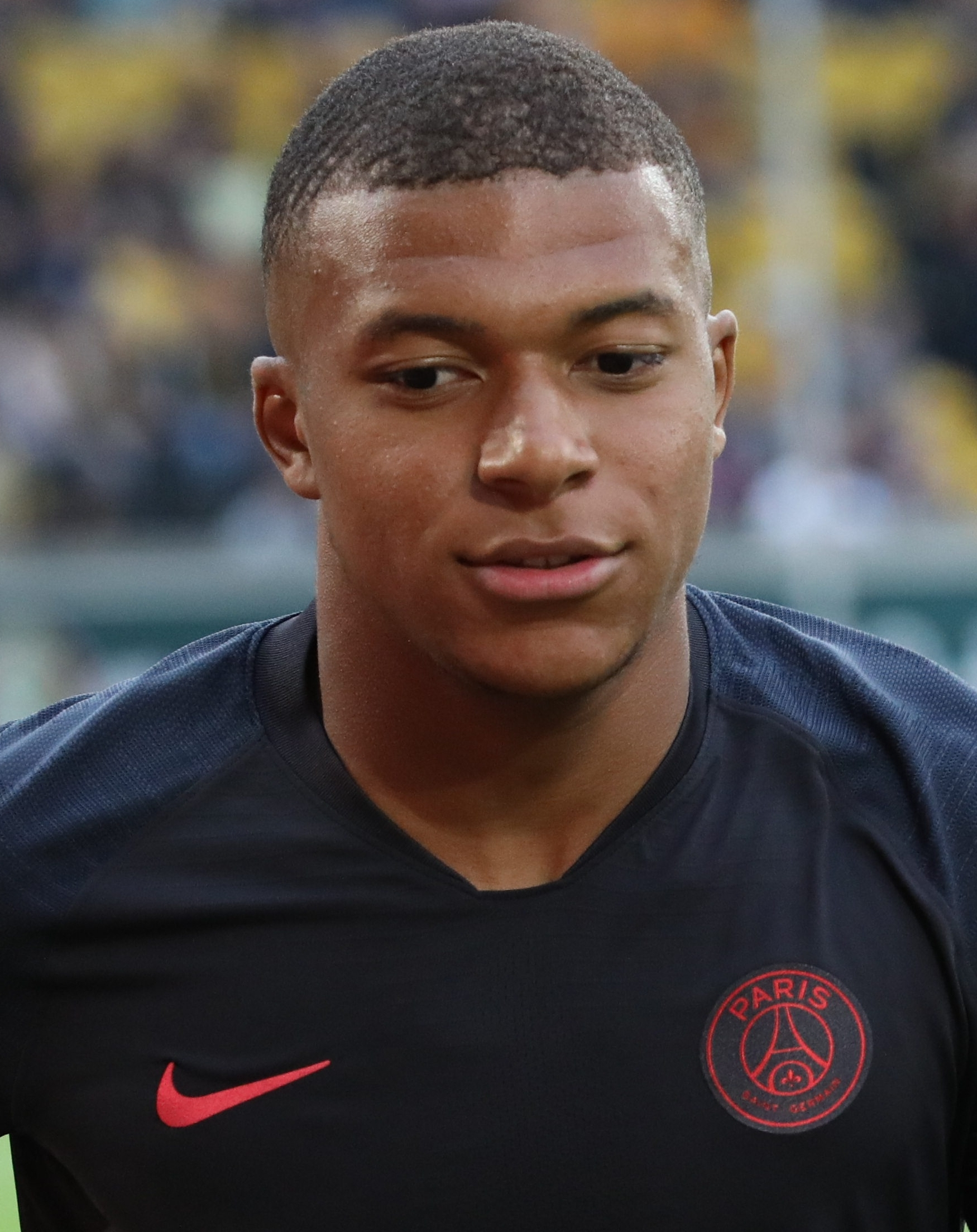
Kylian Mbappé, nejdražší teenager světa
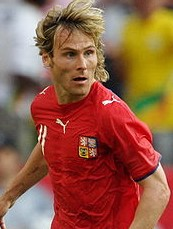
Pavel Nedvěd, nejdražší český fotbalista